# Anatolij Lejn
Anatolij Jakowlewicz Lejn ros. Анатолий Яковлевич Лейн (ur. 28 marca 1931 w Leningradzie, zm. 1 marca 2018 w Beachwood) – amerykański szachista pochodzenia rosyjskiego, arcymistrz od 1968 roku.

## Kariera szachowa
Od pierwszych lat 60. znajdował się w szerokiej czołówce szachistów radzieckich. Pomiędzy 1961 a 1972 rokiem siedmiokrotnie wystąpił w finałach mistrzostw ZSRR, najlepszy wynik osiągając na przełomie 1966 i 1967 roku w Tbilisi, gdzie zajął VI miejsce. W roku 1963 triumfował w mistrzostwach RFSRR, rozegranych w Czelabińsku, w 1965 zajął III lokatę w Zinnowitz (za Władimirem Simaginem i Wolfgangiem Uhlmannem) oraz wystąpił w zespole ZSRR na drużynowych mistrzostwach Europy w Hamburgu, gdzie zdobył dwa złote medale (wraz z drużyną oraz za najlepszy indywidualny wynik na XI szachownicy). W 1968 zwyciężył w Sarajewie (turniej Bosna, wraz z Dragoljubem Ciriciem), w 1972 w memoriale Jose Raula Capablanki w Cienfuegos, a w 1973 w Nowym Sadzie.
W 1976 wyemigrował do Stanów Zjednoczonych i przyjął obywatelstwo tego kraju. W 1978 wystąpił w reprezentacji USA na szachowej olimpiadzie w Buenos Aires, zdobywając wraz z drużyną brązowy medal olimpijski. W kolejnych latach sukcesy odniósł m.in. w Brisbane (1979, I m.), Hastings (1980/81, III m. za Ulfem Anderssonem i Eugenio Torre), Nowym Jorku (1981, II m. za Jehudą Gruenfeldem) i Vestmannaeyjar (1985, I m.).
Wielokrotnie brał udział w mistrzostwach świata „weteranów” (zawodników powyżej 60. roku życia), zdobywając 4 medale: 2 srebrne (1992, 1996) oraz 2 brązowe (1997, 1999).
Najwyższy ranking w karierze osiągnął 1 lipca 1973, z wynikiem 2545 punktów dzielił wówczas 38–40. miejsce na światowej liście FIDE, jednocześnie dzieląc 19–21. miejsce wśród radzieckich szachistów.